# Enderleinia fumipennis
Enderleinia fumipennis is een halfvleugelig insect uit de familie Machaerotidae. De wetenschappelijke naam van deze soort is voor het eerst geldig gepubliceerd in 1924 door Schmidt.